# Nemanja Mihajlović
Nemanja Mihajlović (in serbo Немања Михајловић?; Niš, 19 gennaio 1996) è un calciatore serbo, centrocampista dello Žalgiris.

## Carriera

### Club
Ha esordito con la prima squadra del Rad Belgrado nella stagione 2012-2013 contro il Donji Srem. Ha segnato il suo primo gol in carriera contro il Borac Čačak.
Nel dicembre 2015 ha firmato un contratto triennale con il Partizan. Ha esordito con il Partizan contro l'OFK Belgrado.

### Nazionale
Ha giocato per l'Under-16, l'Under-17, l'Under-19 e l'Under-21.